# Conchita Hernández Méndez
Concepción Hernández Méndez (Tehuacán, Puebla, 8 de diciembre de 1949 - Cholula, Puebla 28 de enero de 2021) abogada, activista y defensora de derechos humanos. Más conocida como Conchita, la abogada del pueblo, al dedicar su vida a luchas sociales en favor de comunidades indígenas  y campesinas para evitar el despojo de sus tierras. 

## Trayectoria
Conchita es hija de migrantes de la Mixteca Oaxaqueña. Egresó de la Universidad Autónoma de Puebla de la carrera de Derecho especializada en Derecho Agrario, realizó estudios posteriores en Antropología en la Escuela Nacional de Antropología e Historia en la Ciudad de México ENAH. Recién egresada hizo una breve estancia en Chiapas para trabajar en las Margaritas, en Chiapas, al Centro Coordinador Indigenista y en 1984 llegó a Huayacocotla en la sierra norte de Veracruz. 
En los años 80 luchó por la restitución de tierra a campesinos que habían sido despojados por caciques. En 1996 se vinculó a las bases del Ejército Zapatista de Liberación Nacional EZLN en donde acompañó los diálogos como asesora ante la firma de los Acuerdos de San Andrés Larrainzar, también participó en las movilizaciones de grupos indígenas en Guerrero. 
Formó el Comité de Derechos Humanos de la Sierra Norte de Veracruz, que posteriormente evolucionó la organización Xochitltepetl AC.”
Para el año 2000 regresó a Puebla en donde trabajó en la Sierra Negra libró, lo mismo frente a caciques que ante el embate de transnacionales que pretendían despojar a la población en situación de vulnerabilidad de sus territorios. Su trayectoria la desarrolló principalmente en los estados de Oaxaca, Veracruz y Puebla. 
Fue fundadora del Partido de la Revolución Democrática en donde estuvo  al frente de la Secretaría de Derechos Humanos.
Una de sus luchas más relevantes a su paso por la huasteca de Veracruz fue la liberación del indígena nahua Zósimo Hernández Ramírez, acusado de homicidio. 

## Documental
El director Alan Villareal realizó un documental llamado La abogada del pueblo, en 2017 que recorrió algunas salas de cine como parte del festival Ambulante. 

Fue una abogada de causas que muchos llamarían ‘perdidas’, de situaciones cotidianas pero terribles y que nunca se rindió. Para Martín, su mamá defendía las causas que liberaran a la gente de la opresión.
Martín Barrios.